# Persone di cognome David
| Questa pagina contiene informazioni ricavate automaticamente dalle voci biografiche con l'ausilio del template Bio e di un bot. L'aggiornamento è periodico e automatico e ricostruisce completamente la pagina. Se manca una persona in questa lista, sei pregato di non aggiungerla, ma accertati piuttosto che la sua voce biografica contenga il template Bio e che i dati anagrafici siano correttamente compilati. Se il template Bio manca, inseriscilo tu stesso o, in alternativa, metti l'avviso {{tmp\|Bio}} che ne segnala la mancanza. Se i dati riportati sono sbagliati, correggi direttamente la voce biografica; le modifiche saranno visibili in questa lista entro pochi giorni. Per chiarimenti vedi il progetto antroponimi. La lista contiene solo le 70 persone che sono citate nell'enciclopedia e per le quali è stato implementato correttamente il template Bio. Pagina aggiornata al 7 ago 2025. |

Questa è una lista di persone presenti nell'enciclopedia che hanno il cognome David, suddivise per attività principale.

## Allenatori di calcio(1)
- Guy David, allenatore di calcio e calciatore francese (Marsiglia, n. 1947 - Fréjus, † 2008)

## Arcivescovi cattolici(1)
- Dominique-Marie David, arcivescovo cattolico francese (Beaupréau, n. 1963)

## Attori(1)
- Larry David, attore, sceneggiatore e produttore cinematografico statunitense (New York, n. 1947)

## Attrici(3)
- Alice David, attrice francese (Parigi, n. 1987)
- Joanna David, attrice britannica (Lancaster, n. 1947)
- Karen David, attrice e cantautrice indiana (Shillong, n. 1979)

## Calciatori(10)
- Aubrey David, calciatore guyanese (Georgetown, n. 1990)
- Dean David, calciatore israeliano (Nehora, n. 1996)
- Florian David, calciatore francese (Champigny-sur-Marne, n. 1992)
- Jonathan David, calciatore canadese (New York, n. 2000)
- Mario David, calciatore e allenatore di calcio italiano (Grado, n. 1934 - Monfalcone, † 2005)
- Mircea David, calciatore rumeno (Sinaia, n. 1914 - Iași, † 1993)
- Shurland David, ex calciatore trinidadiano (n. 1974)
- Stephan David, calciatore trinidadiano (n. 1979)
- Steve David, ex calciatore trinidadiano (Point Fortin, n. 1951)
- Trevor David, calciatore olandese (Voorburg, n. 1997)

## Cantanti(6)
- Craig David, cantante britannico (Southampton, n. 1981)
- Anna David, cantante danese (Aarhus, n. 1984)
- Anne-Marie David, cantante francese (Casablanca, n. 1952)
- Beenie Man, cantante giamaicano (Kingston, n. 1973)
- Benoît David, cantante canadese (Montréal, n. 1966)
- Soul David, cantante italiano (Genova)

## Cantautori(1)
- Damiano David, cantautore italiano (Roma, n. 1999)

## Cardinali(1)
- Pablo Virgilio Siongco David, cardinale e vescovo cattolico filippino (Betis, n. 1959)

## Cestiste(2)
- Ilisaine Karen David, ex cestista brasiliana (Jundiaí, n. 1977)
- Natasha David, ex cestista argentina (Córdoba, n. 1991)

## Cestisti(1)
- Gary David, ex cestista filippino (Dinalupihan, n. 1978)

## Ciclisti su strada(1)
- Wilfried David, ciclista su strada belga (Bruges, n. 1946 - Wingene, † 2015)

## Compositori(2)
- Félicien David, compositore francese (Cadenet, n. 1810 - Saint-Germain-en-Laye, † 1876)
- Johann Nepomuk David, compositore austriaco (Eferding, n. 1895 - Stoccarda, † 1977)

## Conduttrici televisive(1)
- Arianna David, conduttrice televisiva, attrice e ex modella italiana (Roma, n. 1973)

## Critiche d'arte(1)
- Catherine David, critica d'arte e scrittrice francese (Parigi, n. 1954)

## Geologi(1)
- Edgeworth David, geologo e esploratore gallese (St Fagans, n. 1858 - Sydney, † 1934)

## Giocatori di football americano(1)
- Lavonte David, giocatore di football americano statunitense (Miami, n. 1990)

## Giocatrici di squash(1)
- Nicol David, giocatrice di squash malaysiana (Penang, n. 1983)

## Giornalisti(1)
- Max David, giornalista italiano (Cervia, n. 1908 - Milano, † 1980)

## Giuristi(1)
- René David, giurista francese (Parigi, n. 1906 - Le Tholonet, † 1990)

## Incisori(1)
- Jérôme David, incisore francese (Roma, † 1670)

## Missionari(1)
- Armand David, missionario, zoologo e botanico francese (Espelette, n. 1826 - Parigi, † 1900)

## Navigatori(1)
- Tommaso David, marinaio e militare italiano (Esperia, n. 1875 - Genova, † 1959)

## Personalità religiose(1)
- Anan ben David, personalità religiosa (n. 715 - † 795)

## Piloti automobilistici(1)
- Hadrien David, pilota automobilistico francese (Royan, n. 2004)

## Pittori(5)
- Antonio David, pittore italiano (Venezia)
- Gerard David, pittore olandese (Oudewater - Bruges, † 1523)
- Giovanni David, pittore e incisore italiano (Cabella, n. 1743 - Genova, † 1790)
- Jacques-Louis David, pittore e politico francese (Parigi, n. 1748 - Bruxelles, † 1825)
- Ludovico David, pittore svizzero (Lugano, n. 1648)

## Pittrici(1)
- Gabrielle David, pittrice francese (Vannes, n. 1884 - Crayssac, † 1959)

## Poeti(1)
- Hal David, poeta e paroliere statunitense (New York, n. 1921 - Los Angeles, † 2012)

## Politiche(1)
- Françoise David, politica canadese (Montréal, n. 1948)

## Politici(1)
- Cristian David, politico rumeno (Bucarest, n. 1967)

## Rapper(1)
- Shirin David, rapper, cantante e youtuber tedesca (Amburgo, n. 1995)

## Scacchisti(2)
- Alberto David, scacchista italiano (Milano, n. 1970)
- Giampiero David, scacchista italiano (Torino, n. 1956)

## Schermitrici(1)
- Mioara David, ex schermitrice rumena (Brașov, n. 1970)

## Sciatori alpini(2)
- Davide David, sciatore alpino e allenatore di sci alpino italiano (Gressoney-Saint-Jean, n. 1929 - Gressoney-La-Trinité, † 2020)
- Leonardo David, sciatore alpino italiano (Gressoney-Saint-Jean, n. 1960 - Gressoney-La-Trinité, † 1985)

## Sciatrici alpine(1)
- Ophélie David, ex sciatrice alpina e sciatrice freestyle ungherese (Cucq, n. 1976)

## Scrittori(2)
- Filip David, scrittore serbo (Kragujevac, n. 1940 - Belgrado, † 2025)
- Peter David, scrittore e fumettista statunitense (Fort Meade, n. 1956 - † 2025)

## Scrittrici(1)
- Elizabeth David, scrittrice britannica (Long Man, n. 1913 - Chelsea, † 1992)

## Scultori(1)
- David d'Angers, scultore e medaglista francese (Angers, n. 1788 - Parigi, † 1856)

## Tenori(2)
- Giacomo David, tenore italiano (Presezzo, n. 1750 - Bergamo, † 1830)
- Giovanni David, tenore italiano (Napoli, n. 1790 - San Pietroburgo, † 1864)

## Tripliste(1)
- Yanis David, triplista e lunghista francese (Les Abymes, n. 1997)

## Vescovi cattolici(3)
- Antonio David, vescovo cattolico italiano (Venezia - Fano, † 1416)
- Jacques Louis Antoine Marie David, vescovo cattolico francese (Saint-Aubin-la-Plaine, n. 1930 - La Roche-sur-Yon, † 2018)
- Jean-Baptiste-Marie David, vescovo cattolico francese (Couëron, n. 1761 - Nazareth, † 1841)

## Violinisti(1)
- Ferdinand David, violinista e compositore tedesco (Amburgo, n. 1810 - Klosters, † 1873)

## Senza attività specificata(1)
- Percival David, sinologo e collezionista d'arte britannico (Bombay, n. 1892 - Londra, † 1964)